# Єврейська громада Любомля
Єврейська громада Любомля — єврейська громада, яка мешкала в місті Любомль, нині Волинської області України.

## З історії громади

### 14 — початок 20 століття
Любомльська єврейська община відома ще з 14 століття. Місцеві євреї займались ремеслом, посередництвом і торгівлею. На початку 16 століття в любомльських євреїв виникла необхідність побудови великої кам'яної синагоги, так як община на цей час була досить сформованою, організованою та кількісною. Збудували синагогу в 1510 році в центрі єврейського кварталу. 
Те, що Любомль був значним єврейським містечком не тільки в північно-східній частині Холмщини і регіону, але також в частині Люблінського округу, видно із статистики 1550 року. Це був рік першого перепису євреїв Польщі. За переписом у Любомлі нараховувалося 39 домовласників (понад 390 осіб). Щоб зрозуміти значення такої цифри в ті часи, слід порівняти її з іншими місцевими єврейськими общинами. Очевидно, що общини, які виросли пізніше Любомля, відразу були набагато меншими. Холм, Володимир і Белз в 1550 році мали менше євреїв, ніж Любомль. Єврейський Белз мав 22 домовласників — приблизно половину їх числа у Любомлі, Людмир (Володимир) — 30, і навіть у Холмі їх було менше, ніж 39. Досить схожим з Любомлем був Люблін, де навіть тоді існувала найбільш значна єврейська община. У ньому була майже така кількість домогосподарів, як і в Любомлі, тільки на 3 більше.
Люстрація 1564 року нараховує у місті 150 єврейських душ. Крім синагоги, євреї міста мали власну школу та шпиталь. Також вони проводили великі грошові операції, володіли у місті єдиною броварнею, займалися торгівлею худоби, скуповували нерухоме майно.
25 червня 1639 року у Вільно польський король Владислав IV підтвердив право любомльських міщан – євреїв.
На початку 18 століття Любомль був найкраще організованою єврейською общиною у всьому Холмсько-Белзькому регіоні. Євреї платили податок грішми, навіть шафраном, солоною рибою, на загальну суму 400 золотих дукатів. У 1721 році подушний податок з єврейської общини приніс місту 833 гульдени.

### ПеріодДругої Світової війни
З перших днів німецької окупації в Любомлі під час Німецько-радянської війни було створене гетто для єврейського населення. Найстрашніші для любомльських євреїв дні настали в жовтні 1942 року, коли фашисти розстріляли все єврейське населення Любомльського гетто. Загинуло до 5000 євреїв. Лише кілька десятків осіб залишилось живими.

### Післявоєнний період. Увіковічнення пам'яті
Ті євреї, які пережили війну, на місці розстрілу встановили невеликий дерев'яний пам'ятник. У радянський період вони емігрували за кордон, в більшості до США та Ізраїлю. Там вони об’єднались в Любомльську єврейську громаду, паростки якої виходять ще з міжвоєнного періоду. У 1987 році на місці розстрілу був встановлений бетонний пам'ятник із мармуровою стелою.
Завдяки сприянню вихідця з Любомля Арона Зігельмана, 1928 р.н., який виїхав до США з матір’ю і сестрою в 1939 році, нині проживає в Нью-Йорку, вдалося зберегти нащадкам пам'ять про єврейську общину Любомля. При його старанні та фінансуванні вдалося реалізувати ряд проектів. Зокрема, було зібрано понад 2000 фотографій з архівів, приватних колекцій, багатьох родин вихідців з Любомля у США, Канаді, Ізраїлі, Бразилії, Аргентині, Польщі, Україні, безліч архівних документів, газетних публікацій, предметів побуту, особистих речей. На їх основі був втілений проект виставок під загальною назвою «Згадуючи Любомль», директорами якого були мистецтвознавець Фред Васерман, а потім доктор Джил Векслер. В 1997-2002 роках виставки побували в 50 містах США, Канади, а також в Єрусалимі, Лондоні і Варшаві. В межах цього проекту було перевидано на англійській мові книгу «Любомль: меморіальна книга знищеного міста», вперше видану в 1974 році на єврейській мові в Ізраїлі. У 2003 році вийшов документальний фільм «Любомль: моє серце пам’ятає», авторами і режисерами є Алін Дуглас і Рон Стейман. У фільми спогадами про своє життя в міжвоєнний період діляться колишні євреї-любомльчани.

### Сучасність
У 1993 році в Любомлі мешкало 13 євреїв.

## Демографія
У 1847 році в Любомлі було 2130 євреїв. У 1881 році спалахнула пожежа, яка знищила більшість з 450 будинків містечка.
За переписом населення 1897 року євреїв у містечку було 3297 осіб при загальній кількості 4470.

Національний склад населення Любомля станом на 1929 рік

## Цвинтарі
У Любомлі знаходилось два старовинні єврейські кладовища. Старе знаходилось між сучасними вулицями 1—го Травня, Коновальця та провулком Кірова. На ньому після війни побудовано житлове військове містечко, відоме в місті, як «ДОСи» (від абревіатури з російської «Дома Офицерского Состава») і воно знищене. А друге, нове, яке розташоване за містом, йдучи по вулиці Шевченка, знаходиться в занедбаному стані.